# Place Henry-de-Montherlant
La place Henry-de-Montherlant est une voie du 7e arrondissement de Paris, en France.

## Situation et accès

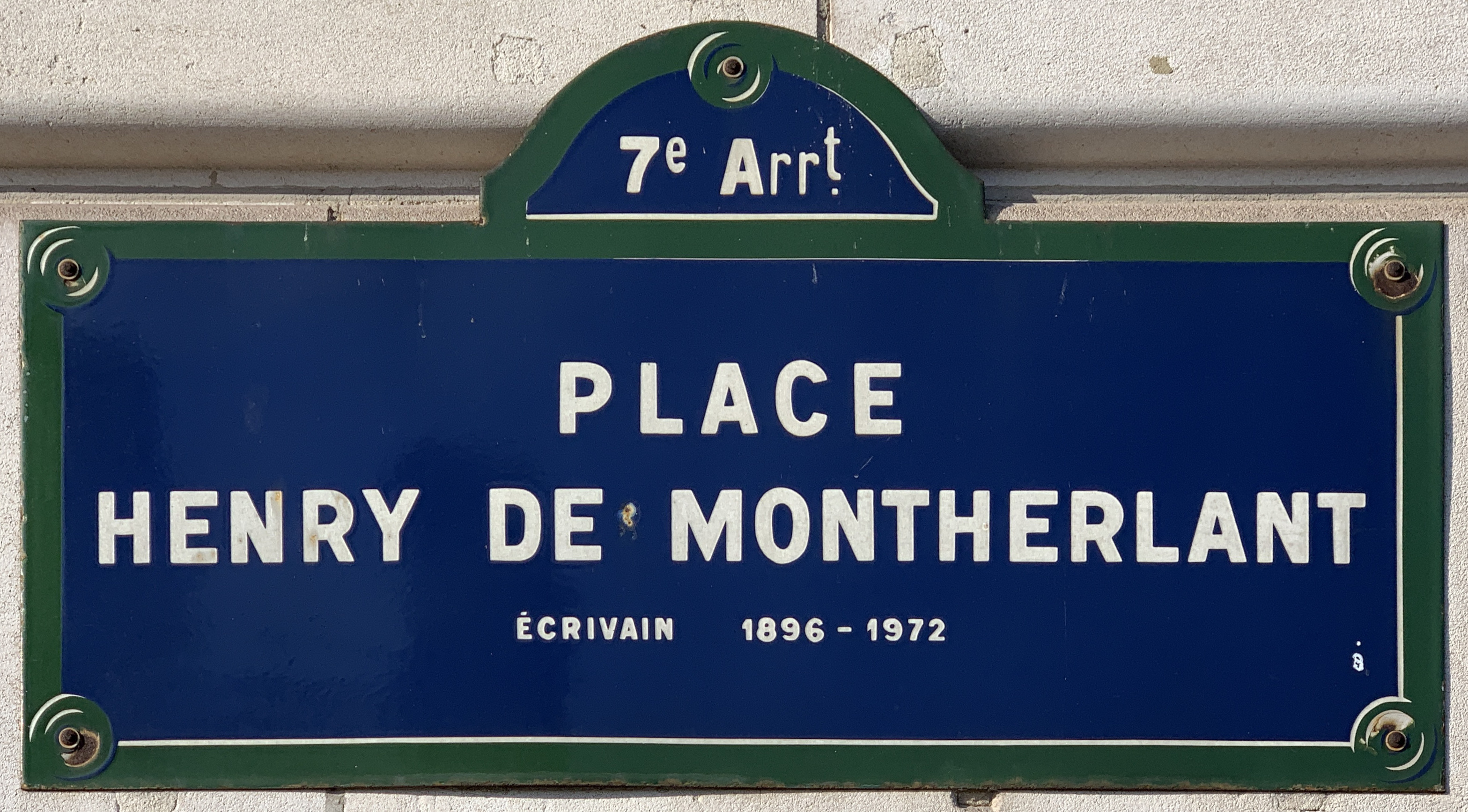
Plaque de la place.

La place Henry-de-Montherlant est une voie publique située dans le 7e arrondissement de Paris. Elle débute au 5, quai Anatole-France et se termine rue de Bellechasse.
La place est l'accès de la promenade Édouard-Glissant sur le parc Rives-de-Seine.

## Origine du nom

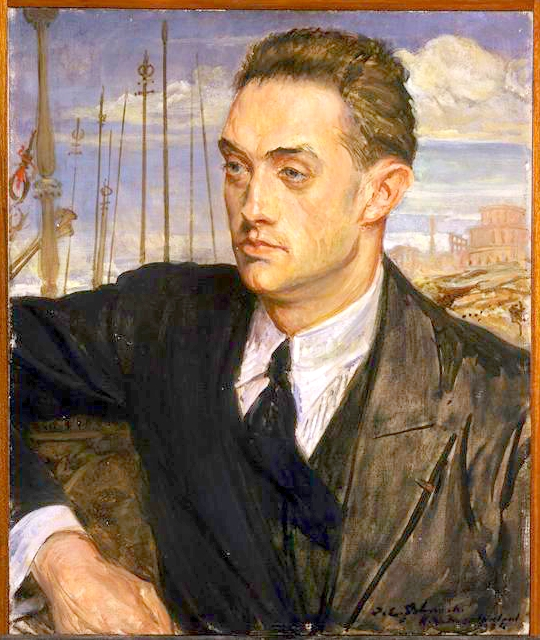
Henry de Montherlant, par Jacques-Émile Blanche (1922) (musée des Beaux-Arts de Rouen).

Cette place porte le nom d’Henry de Montherlant (1895-1972), homme de lettres français qui habita et se suicida près de là, au 25, quai Voltaire. Ce nom fut attribué à l’occasion du dixième anniversaire du décès de l’écrivain. 
Cet écrivain eut de nombreuses attaches avec Paris  : 
- il naquit le 20 avril 1895 au 13, avenue de Villars (7e arrondissement de Paris) ;
- il vécut de 1901 à 1907 au 106, rue Lauriston (16e arrondissement de Paris) ;
- il se suicida le 21 septembre 1972 au 25, quai Voltaire  (7e arrondissement de Paris).

## Historique
Cette voie était initialement une partie du quai d’Orsay devenue en 1947 quai Anatole-France avant de prendre son nom actuel par arrêté municipal du 15 septembre 1982.
Par délibération des 14, 15, 16 et 17 mars 2023, une partie de la « place Henry-de-Montherlant » prend le nom de quai Valéry-Giscard-d'Estaing,.

## Bâtiments remarquables et lieux de mémoire
- Elle longe le musée d'Orsay. Sur la façade côté Seine du bâtiment, une plaque rappelle que le bâtiment, ancienne gare, a accueilli un centre de rapatriement de déportés entre avril et août 1945.

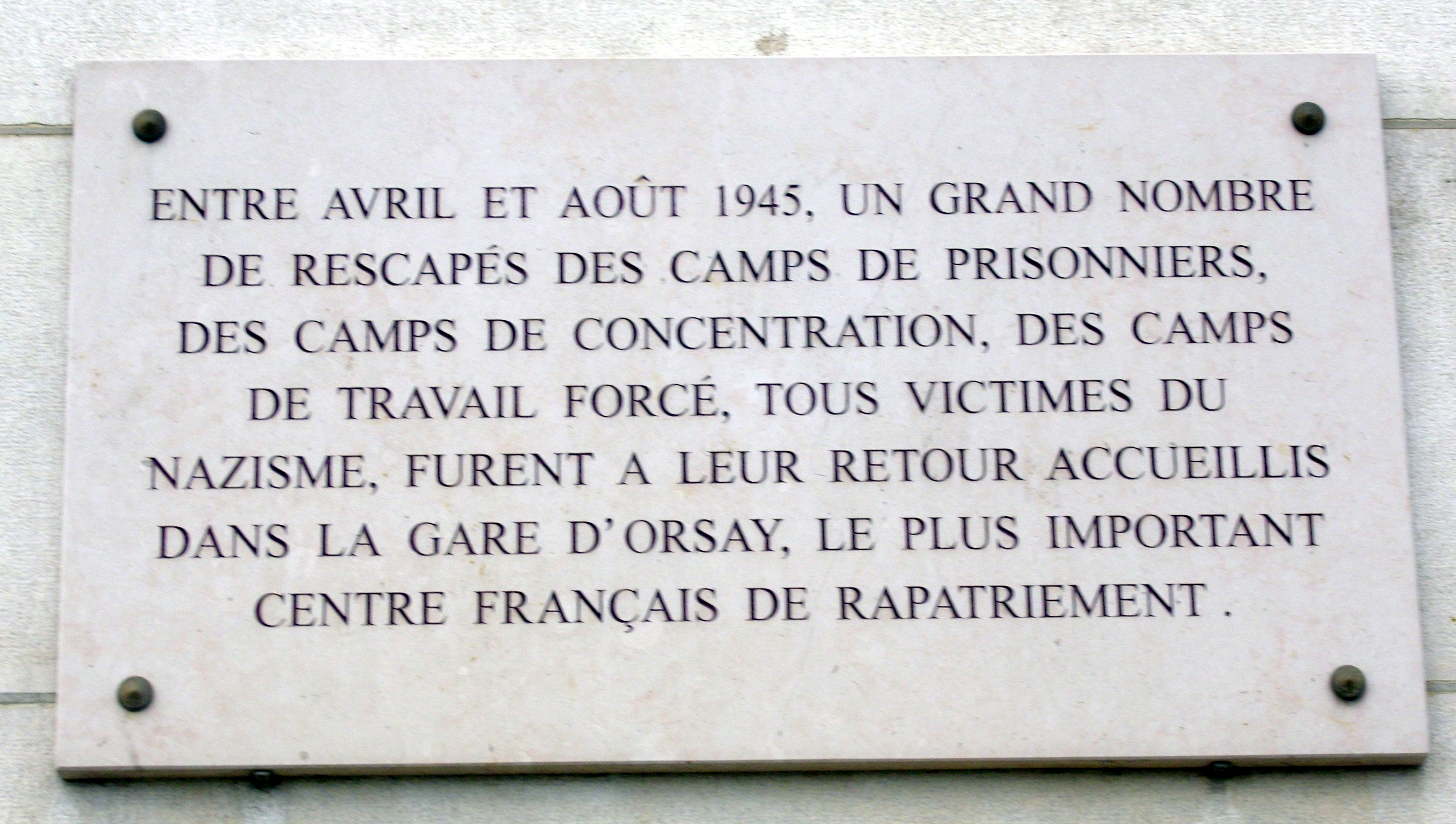
Plaque.